# Ryō Horikawa
Ryō Horikawa  (堀川 りょう?, Horikawa Ryō), pseudonimo di Makoto Horikawa (堀川 亮?, Horikawa Makoto; Osaka, 1º febbraio 1958), è un attore e doppiatore giapponese.
È sposato con la sua collega Hitomi Oikawa. Ha debuttato nel doppiaggio nel 1984 nell'anime Wingman.

## Doppiaggio

### Serie anime
- Detective Conan (Heiji Hattori)
- Digimon Tamers (Makuramon)
- Digimon Fusion Battles (Phelesmon)
- Dragon Ball Z (Vegeta, Vegeth, Gogeta)
- Dragon Ball GT (Vegeta, Gogeta)
- Dragon Ball Kai (Vegeta, Vegeth)
- Dragon Ball Super (Vegeta, Vegeth, Commeson ep. 44)
- Dragon Ball Daima (Vegeta)
- GeGeGe no Kitaro (Jigoku Douji)
- I Cavalieri dello zodiaco (Andromeda)
- Una Miss Scacciafantasmi (Tadao Yokoshima)
- Kenichi (Natsu Tanimoto [Hermit])
- Kindaichi shōnen no jikenbo (Asa Kakimoto, Ohno, Tsukishima)
- Kiteretsu daihyakka (ragazzo, lupo, cane, Taro, Mogubee, Richard)
- Kizuna (Kai Sagano)
- Milly, un giorno dopo l'altro (Arthur Drake Brighton)
- Maison Ikkoku - Cara dolce Kyoko (Nozomu Nikaido)
- Nadja (Antonio Fabiani)
- Konjiki no Gash Bell!! (Zaruchimu)
- Ririka, SOS! (Buros)
- Sailor Moon e il cristallo del cuore (Thomas Harris)
- Sailor Moon e il mistero dei sogni (Yoshiki Usui)
- Saint Tail (Misato)
- Shijō saikyō no deshi Ken'ichi (Hermit)
- Shin Captain Tsubasa (Jito Hiroshi)
- Jūni kokuki (Shisei)
- Yaiba (Takeshi Onimaru)
- Yu-Gi-Oh! (Ryuichi Fuha)
- Yu Yu Hakusho (Karasu)
- Trigun (E.G. Mine)

### OAV
- Detective Conan (Heiji Hattori)
- Legend of the Galactic Heroes (Reinhard von Lohengramm)
- Proteggi la mia terra (Hokuto Yakushimaru)
- Slow Step (Naoto Kadomatsu)
- Ultraman (Ultraman Taro)
- Vampire Princess Miyu (Kei Yuzuki)

### Film
- Mobile Suit Gundam 0083: Stardust Memory (Kou Uraki)
- Film di Dragon Ball (Vegeta, Gogeta)
- Film di Detective Conan (Heiji Hattori)

### Videogiochi
- Astal (Geist)
- Battle Stadium D.O.N (Vegeta)
- Bloody Roar (Jin Long)
- Bloody Roar 2 (Jin Long, Shenlong)
- Cyberbots: Full Metal Madness (Kagura Chiyomaru)
- Detective Conan: Il caso Mirapolis (Heiji Hattori)
- Dragon Ball Z serie (Vegeta, Vegeth, Gogeta)
- Double Dragon II: The Revenge versione PC Engine (Billy Lee)
- Dynasty Warriors: Gundam 3 (Kou Uraki)
- Final Fantasy IV (Remake) (Edward Chris von Muir, Zeromus)
- I Cavalieri dello zodiaco - Il Santuario (Andromeda)
- J-Stars Victory Vs+ (Vegeta)
- Jump Force (Vegeta)
- Kunio-kun serie (Kunio)
- Live A Live (Remake) (Zaki)
- Mobile Suit Gundam: Encounters in Space (Kou Uraki)
- Power Stone (Edward Falcon)
- Power Stone 2 (Edward Falcon)
- Sakura Wars 2: Thou Shalt Not Die (Percy Howard)
- Star Ocean: The Second Story (Dias Flac, Bowman Jean)
- Star Ocean: The Second Story R (Dias Flac, Bowman Jean)
- Stella Deus: The Gate of Eternity (Grey)
- Super Robot Wars Alpha (Kou Uraki)
- Super Robot Wars Alpha Gaiden (Kou Uraki)
- Super Robot Wars Alpha 2 (Kou Uraki)
- Super Robot Wars Alpha 3 (Kou Uraki)
- Super Robot Wars A Portable (Kou Uraki)
- Super Smash Bros. (Captain Falcon)
- Super Smash Bros. Melee (Captain Falcon)
- Super Smash Bros. Brawl (Captain Falcon)
- Super Smash Bros. for Nintendo 3DS e Wii U (Captain Falcon, Dunban)
- Super Smash Bros. Ultimate (Captain Falcon, Dunban)
- Tales of Destiny (Miktran)
- Lost Odyssey (Tolten)
- World of Final Fantasy (Nobile di Saronia)
- Xenoblade Chronicles (Dunban)

### Altri ruoli
- Il trenino Thomas (Henry, stagioni 1-8)
- Mr Men (Mr Mean)
- Hikōnin Sentai Akibaranger (General Two/Tsuguo Ushirozawa)